# Bayard (panserkrydser)
Panserkrydseren Bayard er den første rigtige franske panserkrydser. Tidligere udrustede den franske marine små panserskibe til krydsertjeneste, men de var for langsomme til at være rigtige krydsere. Bayard havde skroget bygget af træ og overbygningen af stål. Det var den første panserkrydser med hovedarmeringen anbragt i drejetårne. Bayard er navnet på en magisk hest i et berømt fransk middelalderdigt og er også tilnavnet til Pierre du Terrail, Ridder af Bayard.

## Tjeneste
Bayard gjorde blandt andet tjeneste i Indokina, og var flagskib for den franske eskadre i krigen mod Kina i 1884-85. Udgik af tjeneste i 1899.